# Feng-yün Song
Feng-yün Song (* 1963) je původem čínská, ale dlouhodobě v Čechách žijící zpěvačka, skladatelka, hlasová terapeutka a organizátorka kulturních akcí a hlasových workshopů.
Je autorkou sebekultivační a terapeutické metody zvané Autoterapie hlasem a dechem. Tuto metodu popularizuje a vyučuje na seminářích, workshopech a letních pobytech.
Je zakladatelkou a organizátorkou Letní hlasové školy.
Jako zpěvačka v útlém věku začala studiem zpěvu v tradiční čínské opeře ještě v domovském městě.
Po studiích bohemistiky na Filosofické fakultě Univerzity Karlovy se trvale usadila v Praze a do současnosti[kdy?] je aktivní na hudební a terapeutické scéně.
Je vdaná, má dvě dospělé děti.